# رابطة عاطفية

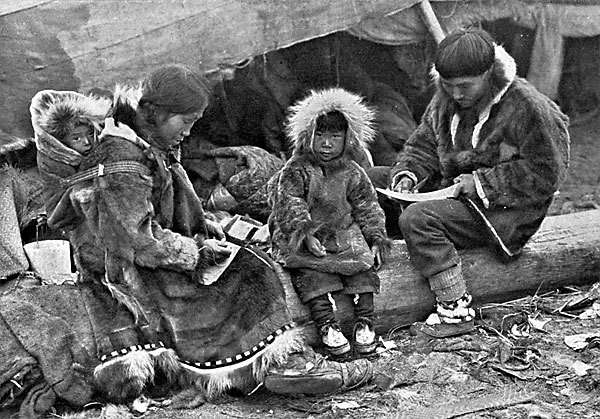

الرابطة العاطفية (بالإنجليزية: Affectional bond) في علم النفس هي نوع من سلوكيات التعلق تجاه فرد آخر، عادة مقدم الرعاية للطفل، حيث يميل الشريكين إلى البقاء على مقربة من بعضها البعض. وقد صاغ هذا المصطلح عالم النفس جون بولبي في عمله على نظرية التعلق، وتطور بعد ذلك على مدى أربعة عقود، من أوائل الأربعينيات وحتى أواخر السبعينات. جوهر مصطلح الرابطة العاطفية، وفقا لبولبي، هو انجذاب الشخص لشخص آخر. السمات الرئيسية لمفهوم الترابط العاطفي يمكن أن تعزى إلى ورقة بولبي عام 1958، «طبيعة رابطة الطفل بأمه».

## طالع
- حب غير مشروط